# Myrmecodia kutubuensis
Myrmecodia kutubuensis är en måreväxtart som beskrevs av Anthony Julian Huxley och Jebb. Myrmecodia kutubuensis ingår i släktet Myrmecodia och familjen måreväxter. Inga underarter finns listade i Catalogue of Life.